# Жан-Ед Ахолу
Жан-Ед Ахолу (фр. Jean-Eudes Aholou, нар. 20 березня 1994, Абіджан) — івуарійський футболіст, півзахисник клубу «Анже».

## Клубна кар'єра
Народився 20 березня 1994 року в місті Абіджан. Вихованець футбольної школи клубу «Лілль». Через високу конкуренцію він не грав за основну команду, отримуючи ігрову практику виступаючи за дублерів, в якій провів два сезони, взявши участь у 49 матчах чемпіонату.
Влітку 2015 року Ахолу перейшов у нижчоліговий «Орлеан», якому за підсумками першого сезону допоміг вийти у Лігу 2. 29 липня в матчі проти «Гавра» він дебютував у Лізі 2. 
На початку 2017 року Ахолу перейшов в «Страсбур» і за підсумками сезону допоміг команді вийти в еліту. 5 серпня в матчі проти «Ліона» він дебютував у Лізі 1. 15 жовтня в поєдинку проти «Марселя» Жан-Ед забив свій перший гол за «Страсбур».
24 липня 2018 року Ахолу перейшов в «Монако», підписавши контракт на п'ять років. Сума трансферу склала 15 млн євро. 11 серпня в матчі проти «Нанта» він дебютував за новий клуб. Втім у складі «монегасків» закріпитись не зумів і влітку 2019 року був відданий в оренду в «Сент-Етьєн». Станом на 27 жовтня 2019 року відіграв за команду із Сент-Етьєна 4 матчі в національному чемпіонаті.

## Виступи за збірні
2011 року у складі юнацької збірної Кот-д'Івуару (U-17) був учасником юнацького чемпіонату світу в Мексиці, де зіграв в усіх чотирьох іграх своєї команди.
2016 року залучався до складу молодіжної збірної Кот-д'Івуару до 23 років, з якою їздив на Турнір в Тулоні. На молодіжному рівні зіграв у 5 офіційних матчах.
24 березня 2018 року дебютував в офіційних іграх у складі національної збірної Кот-д'Івуару в товариському матчі проти збірної Того (2:2).
| Дата      | Місто | Господарі         | Результат | Гості             | Турнір                                  | Голи | Примітки |
| --------- | ----- | ----------------- | --------- | ----------------- | --------------------------------------- | ---- | -------- |
| 24-3-2018 | Бове  | Того              | 2 – 2     | Кот-д'Івуар       | товариський матч                        | -    | 75'      |
| 27-3-2018 | Бове  | Кот-д'Івуар       | 2 – 1     | Молдова           | товариський матч                        | -    |          |
| 24-3-2023 | Буаке | Кот-д'Івуар       | 3 – 1     | Коморські Острови | Відбір до Кубка африканських націй 2023 | -    | 72' 74'  |
| 28-3-2023 | Іконі | Коморські Острови | 0 – 2     | Кот-д'Івуар       | Відбір до Кубка африканських націй 2023 | -    | 66'      |
| Усього    |       | Матчів            | 4         |                   | Голів                                   | 0    |          |